# جون بنجامين
جون بنجامين (بالإنجليزية: Jon Benjamin)‏ هو محامي بريطاني، ولد في 31 أكتوبر 1964 في London Borough of Croydon ‏ في المملكة المتحدة.